# STIB/MIVB T2000
|                                    | LRV 2000                                 | STIB/MIVB T2000                     |
| ---------------------------------- | ---------------------------------------- | ----------------------------------- |
| Zwei T2000 an der Station Poelaert |                                          |                                     |
| Nummerierung:                      |                                          | 2001–2051                           |
| Anzahl:                            | 1                                        | 51                                  |
| Hersteller:                        | La Brugeoise et Nivelles                 | ACEC, Bombardier, GEC Alsthom       |
| Baujahr(e):                        | 1990                                     | 1993–1995                           |
| Radsatzfolge:                      | (A’1’)((A’1’)(1’A’))                     | (A’1’)Bo’(1’A’)                     |
| Spurweite:                         | 1435 mm (Normalspur)                     | 1435 mm (Normalspur)                |
| Länge:                             | 20 220 mm                                | 22 800 mm                           |
| Höhe:                              |                                          | 3400 mm                             |
| Breite:                            | 2470 mm                                  | 2300 mm                             |
| Fahrwerksachsstand:                | 1900 mm                                  | 1700 mm                             |
| Leermasse:                         | 24 t                                     | 31,9 t                              |
| Höchstgeschwindigkeit:             | 70 km/h                                  | 70 km/h                             |
| Dauerleistung:                     | 6 × 38 kW                                | 8 × 44 kW                           |
| Treibraddurchmesser:               | 675 mm                                   | 640 mm                              |
| Laufraddurchmesser:                | 375 mm                                   | 375 mm                              |
| Stromsystem:                       | 600 V =                                  | 750 V =                             |
| Stromversorgung:                   | Oberleitung, 1 Einholmstromabnehmer      | Oberleitung, 1 Einholmstromabnehmer |
| Betriebsart:                       | Zweirichtungswagen mit einseitigen Türen | Zweirichtungswagen                  |
| Sitzplätze:                        | 44                                       | 32 (ursprüngliche Bestuhlung)       |
| Stehplätze (4/m²):                 | 98                                       | 92 (ursprüngliche Bestuhlung)       |
| Fußbodenhöhe:                      | 350 mm                                   | 350 mm                              |
| Niederfluranteil:                  | 100 %                                    | 100 %                               |
| Belege:                            | [ 1 ]                                    | [ 2 ]                               |

Die T2000 oder Tram 2000 der STIB/MIVB sind die ersten niederflurigen Straßenbahntriebwagen der Straßenbahn Brüssel. Von 1993 bis 1995 wurden 51 Zweirichtungsfahrzeuge von La Brugeoise et Nivelles (BN), das zu Bombardier Transportation gehörte, gefertigt.

## Geschichte

### Prototyp (LRV 2000)
BN entwickelte ab 1989 in Brügge einen als LRV 2000 bezeichneten Prototyp für die Niederflurtechnik. Das Fahrzeug war ein zweiteiliger Gelenkwagen mit einem vierachsigen und einem darauf aufgesattelten zweiachsigen Wagenteil und verwendete Wagenkästen, die ursprünglich für einen dritten Prototyp des Spurbussystems GLT vorgesehen waren. Um einen vollständig niederflurigen Durchgang 350 mm über der Schienenoberkante zu erreichen, konstruierte man als BAS 2000 bezeichnete Gelenk-Fahrwerke mit Losrädern. Um möglichst kleine Radkästen zu erreichen, haben die Räder nach dem Prinzip der Maximumdrehgestelle unterschiedliche Durchmesser und sind unterschiedlich belastet (675 mm mit 75 % der Belastung und 375 mm mit 25 % der Belastung). Dabei stellen sich die einzelnen Räder in Gleisbögen radial ein, während das Fahrwerk selbst sich nicht gegenüber dem Wagenkasten ausdreht.
Als weitere Neuheit wurden für den Antrieb Drehstrom-Asynchronmaschinen als Radnabenmotoren bzw. radnahe Motoren mit Planetengetriebe in gummigefederten Rädern verwendet. Die Motoren wurden von Holec geliefert. Insgesamt hatte das Fahrwerk damit eine Masse von 2,8 Tonnen. Der Radstand in der Geraden betrug 1900 mm. Die Primärfederung zwischen Rad und Fahrwerk bestand aus Gummi- und Metallelementen. Die Sekundärfederung zwischen Fahrwerk und Wagenkasten wurde als Luftfederung ausgeführt. Das Fahrwerk ermöglichte einen mit 775 mm am Boden relativ breiten Durchgang. Das Fahrzeug hatte zwei unterschiedlich ausgestattete Führerstände, aber nur auf einer Seite drei Außenschwenktüren mit einer Breite von je 1300 mm.
Bereits ab Januar 1990 wurde die Fahrwerkskonstruktion auch im Brüsseler Straßenbahnnetz erprobt, allerdings nicht mit dem LRV-2000-Fahrzeug, sondern lediglich mit einem 15 Tonnen schweren Hilfsrahmen auf zwei Fahrwerken. Ab April 1990 folgten Probefahrten auf einer 3 Kilometer langen BN-Teststrecke in Brügge.

### Serienfahrzeuge für Brüssel
Schließlich schrieb die STIB/MIVB 51 Niederflurfahrzeuge europäisch aus und erhielt Angebote von ABB/MAN GHH, Breda/AEG Westinghouse, ACEC/GEC Alsthom sowie BN/Holec. Dabei erhielt ACEC (Ateliers de Constructions Électriques de Charleroi) als Generalunternehmer den Auftrag, jedoch mit einem Fahrzeugtyp, der auch Elemente des BN/Holec-Entwurfs enthielt. Die äußeren Fahrwerke entsprechen dem Prinzip des LRV 2000, jedoch mit anderen Abmessungen. Das mittlere Fahrwerk dagegen entwickelten BN bzw. die daraus hervorgegangene Bombardier-Abteilung und GEC Alsthom gemeinsam.
Ab Juli 1992 wurden die äußeren Fahrwerke mit den Brüsseler Abmessungen und 38-kW-Motoren in einem Fahrzeug der Straßenbahn Amsterdam, Nr. 841 des Typs 12G, erprobt. Dabei zeigte sich, dass die radiale Einstellung der Räder in Gleisbögen größtenteils funktionierte. Nur bei der Einfahrt in enge Bögen war dies bei den großen Rädern für einen kurzen Moment nicht der Fall. Allerdings waren die Fahrwerke anfangs sehr empfindlich gegenüber Schienenstößen und Riffelbildung. Durch eine weichere Primärfederung sowie eine andere Aufhängung der Stoßdämpfer konnten die Fahreigenschaften jedoch verbessert werden.
Gleichzeitig wurde ein Fahrwerk auf einem Prüfstand in Brügge hinsichtlich der Festigkeit und Drehwiderstände der Gelenkpunkte erprobt.
Ende September 1993 wurde schließlich das erste Tram-2000-Fahrzeug vom Bombardier-Werk Brügge aus nach Brüssel geliefert. Die weiteren 50 Fahrzeuge folgten bis 1995.

## Technik
Die Fahrzeuge sind dreiteilige Gelenkwagen mit aufgesattelten Endwagen und kurzem Mittelteil. Die Endteile laufen jeweils auf einem Fahrwerk nach dem im LRV 2000 erprobten Prinzip mit maximal 15° Verdrehung der Räder, der Mittelteil auf einem über die Luftfederung um bis zu 5° ausdrehbaren Triebdrehgestell. In diesem werden ebenfalls durch radnahe Motoren angetriebene Losräder verwendet, jedoch ohne radiale Einstellung. Ein Dachgestänge sorgt dafür, dass die Endteile gegenüber dem Mittelteil die gleiche Winkelstellung einnehmen. Die wassergekühlten Motoren wurden von GEC Alsthom gebaut und werden durch vier GTO-Stromrichter von ACEC gespeist.
Die Rahmen des Fahrzeugs sind aus Stahl gefertigt, die Seitenwände und das Dach sind hingegen verbolzte Aluminiumkonstruktionen.

## Einsatz

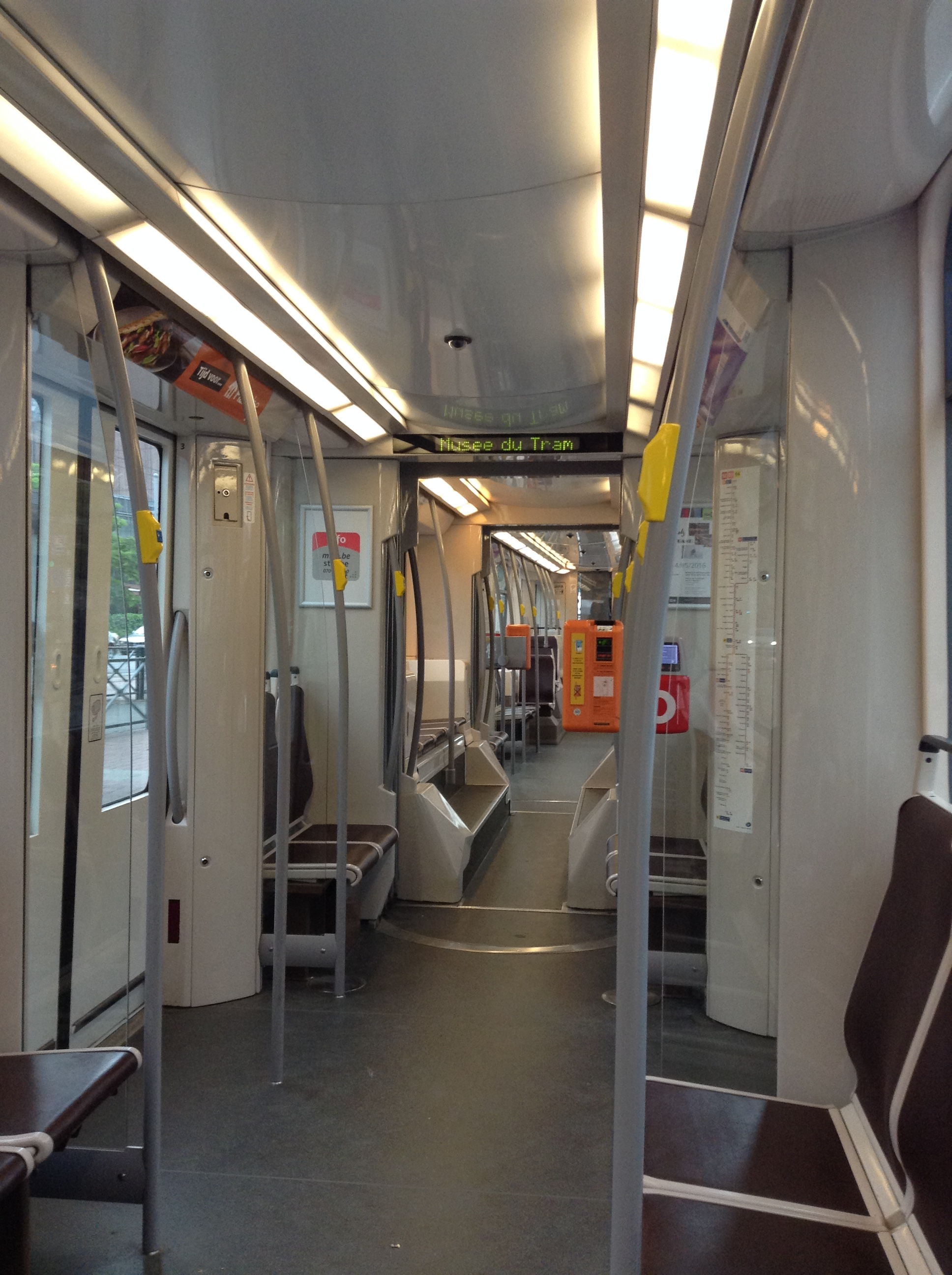
Fahrgastraum mit geänderter Bestuhlung

Wegen der Raumwirkung bei 2,3 Metern Breite und zur Förderung der Verteilung der Fahrgäste im Fahrzeug wurden beidseits des Gangs nur Einzelsitze angeordnet. Deshalb hatten die Wagen zunächst nur so viele Sitzplätze wie die mit 13,95 Metern deutlich kürzeren PCC-Wagen, zu deren Ersatz sie beschafft wurden. 12 der damals 32 Sitze sind auf Podesten seitlich des Gangs angeordnet. Inzwischen wurde die Sitzanordnung verändert und es gibt nicht nur über dem mittleren Drehgestell Längsbestuhlung, sondern auch zwischen den Drehgestellen. Aufgrund ihrer gegenüber anderen Brüsseler Straßenbahnfahrzeugen geringen Kapazität werden sie auf den nachfrageschwächeren Linien 8, 62, 92 und 93 eingesetzt.
Die Niederflur-Fahrgestelle führen besonders an Weichen zu erhöhtem Verschleiß. Daher verkehren die T2000 möglichst an der Oberfläche anstatt durch Premetro-Abschnitte.
Vor der Jahrtausendwende wurden einzelne Fahrzeuge bei den Straßenbahnen Amsterdam und Stockholm eingesetzt.